# Johann Georg Schröter
Johann Georg Schröter, auch Schröder (getauft 20. August 1683 in Berlstedt; † 24. August 1747 in Mühlhausen) war ein deutscher Orgelbauer.

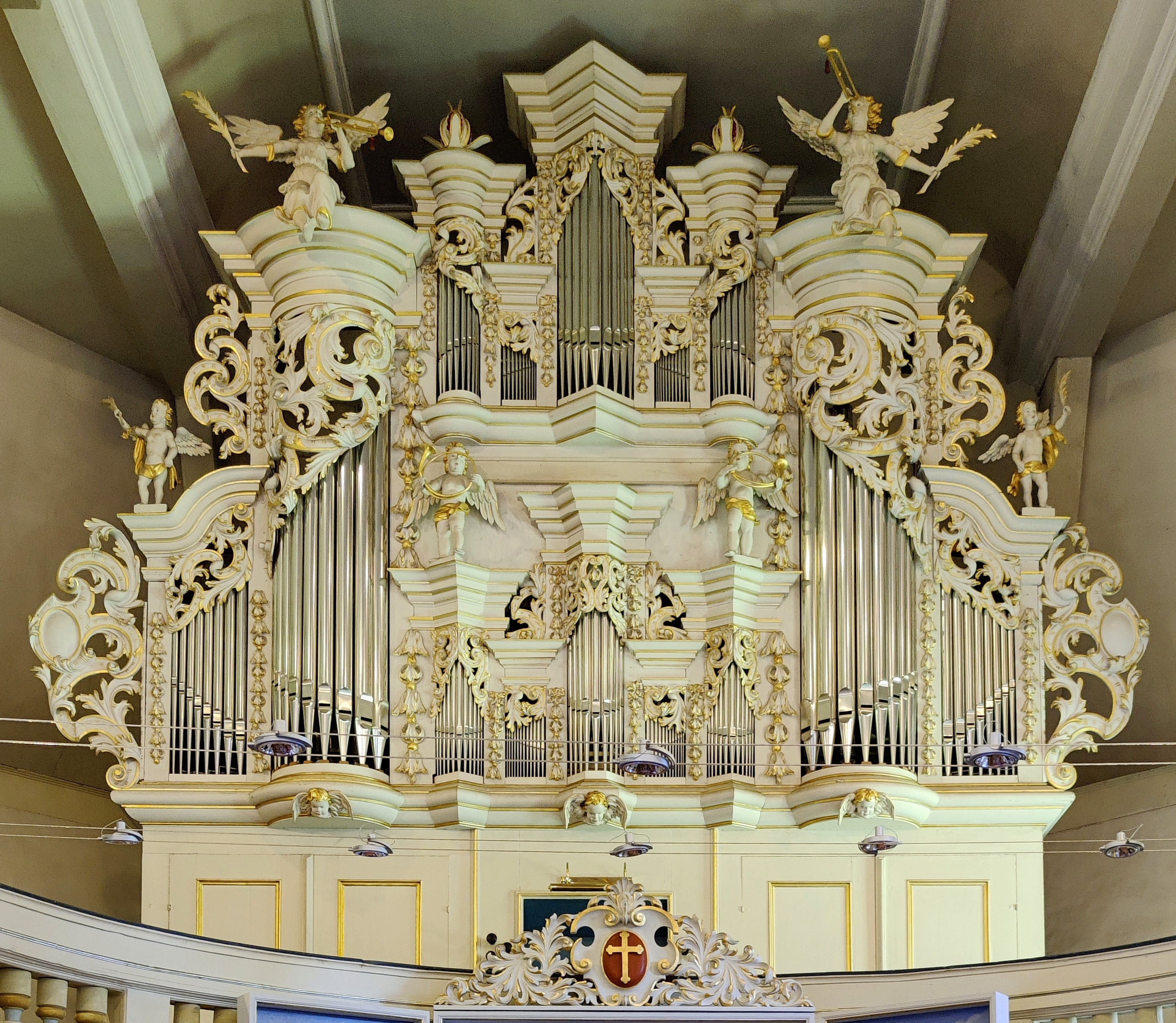
Schröter-Orgel in St. Petri zu Wandersleben

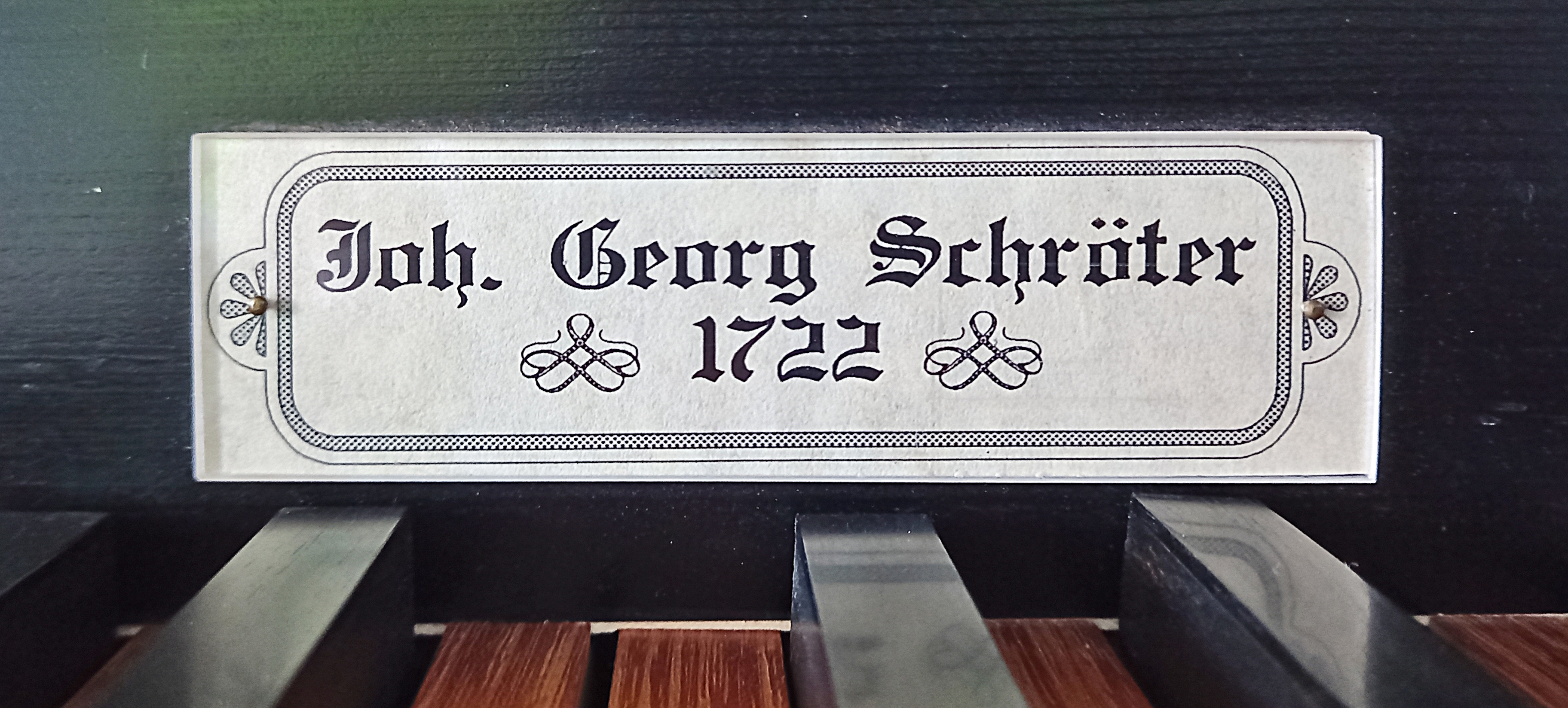
Firmenplakette in Töttleben

## Leben
Johann Georg Schröter erlernte das Handwerk des Orgelbaus von 1701 bis 1708 bei Johann Conrad Vockeroth, der in Berlstedt ansässig war. Im Jahr 1712 zog er nach Erfurt, wo er dort das Bürgerrecht und das begehrte Orgelbauprivileg erwarb, wodurch er in den folgenden Jahren zahlreiche Aufträge in und um Erfurt erhielt. Eine zeitweilige Mitwirkung in der Werkstatt von Georg Christoph Stertzing ist wahrscheinlich, da Schröter dessen letzte Orgel in der Erfurter Augustinerkirche vollendete.
Sein Schüler Franciscus Volckland stammte ebenfalls aus Berlstedt und war möglicherweise mit ihm verwandt. Volckland erreichte es nicht, das Privileg zu erwerben und stand deshalb jahrelang mit seinem Lehrmeister im Streit. Beide prägten jedoch unabhängig voneinander einen Orgelbaustil, der prägend für die thüringische Orgel im 18. Jahrhundert war. Zahlreiche Schüler gingen aus den Werkstätten beider Orgelbauer hervor.
Schröters Werkstatt in der Gotthardtstraße 23 soll über lange Zeit eine große Bedeutung für das Handwerk des Instrumentenbaus in der Stadt Erfurt gehabt haben. Am Ende seines Lebens musste Schröter den wirtschaftlichen Niedergang seiner Firma erleben. Er verkaufte das Wohn- und Werkstattgebäude und verbrachte das letzte Lebensjahr in Mühlhausen, wo er auch starb.

## Bedeutung
In der ersten Hälfte des 18. Jahrhunderts erlebte Thüringen eine Blütezeit des Orgelbaus. Sie war bedingt durch die kirchengeschichtliche Entwicklung, die ein reges geistliches Leben in fast jedem Dorf hervorgebracht hatte. Andererseits gab es damals in dieser Region eine reiche musikalische Kultur. Fast in jeder Kirchgemeinde gab es einen Kantor, der die Gottesdienste in qualifizierter Weise begleiten, Instrumentalisten und Chöre (meist Adjuvanten) anleiten und mitunter sogar komponieren konnte. Ein herausragendes Beispiel dafür ist die weit verzweigte Familie Bach.
Johann Georg Schröter und seine Kollegen fanden ein reiches Betätigungsfeld vor. Durch die Weitergabe von Kenntnissen im Handwerk über viele Generationen hinweg, aber auch durch den gegenseitigen Austausch wurde ein besonderer Orgelbaustil geprägt, der den regionalen Anforderungen der Kirchenmusik entsprach. Durch deren hohen gesellschaftlichen Stellenwert befand der Orgelbau um Erfurt sich damals auf der Höhe der Zeit.
Schröters Orgeln haben einen reichen Fundus an färbenden Stimmen in der Grundtonlage und eine solide und leichtgängige technische Anlage. Immer wieder attestierten ihm die an seinen Orgeln wirkenden Musiker deren gute Qualität. Als Beispiel sei Johann Sebastian Bach und sein Gutachten zur Schröter-Orgel der Augustinerkirche Erfurt genannt. Darin bestätigte Bach, dass „das von ihm verfertigte erstere Meisterstück so wohl gerathen, und also an seiner ferner-weitigen Arbeit nicht zu zweifeln“ sei. Johann Georg Schröter konnte mit dieser Würdigung über viele Jahre erfolgreich für sich werben und Aufträge erlangen.
Von seinen Schülern haben neben Volckland vor allem Johann Stephan Schmaltz (1715–1784), Johann Paul Trampeli (1708–1764) und Schröters Neffe Johann Georg Stein (1712–1785) Bedeutung erlangt. Letzterer wanderte nach der Auflösung von Schröters Werkstatt nach Norddeutschland aus und exportierte dadurch den Stil der Erfurter Schule.

## Werke (Auswahl)
Diese Liste beinhaltet ausgewählte Orgelneubauten der Werkstatt sowie einige zerstörte oder durch Neubauten anderer Orgelbauer ersetzte Orgeln.
Ein großes „P“ steht für ein selbstständiges Pedal, ein kleines „p“ für ein angehängtes Pedal. Eine Kursivierung zeigt an, dass die betreffende Orgel nicht mehr erhalten ist oder lediglich noch der Prospekt aus der Werkstatt stammt.
| Jahr | Ort             | Gebäude               | Bild | Manuale | Register | Bemerkungen |
| ---- | --------------- | --------------------- | ---- | ------- | -------- | --- |
| 1713 | Schallenburg    | St. Cyriakus          |      |         |          | Neubau, zusammen mit Georg Christoph Stertzing                                                                                              |
| 1715 | Alach           | Klosterkapelle        |      | I/P     | 9        | Neubau |
| 1716 | Erfurt          | Augustinerkirche      |      | III/P   | 39       | Neubau |
| 1716 | Scherndorf      | St. Salvator          |      | II/P    | 12       | Neubau |
| 1718 | Kleinbrembach   | St. Bonifatius        |      | II/P    | 20       | Neubau |
| 1719 | Büßleben        | St. Petri             |      | II/P    | 19       | Neubau, nach 1812 Umgesetzt durch Johann Georg Görbing aus Berka in die Dorfkirche Denstedt                                                 |
| 1719 | Riethnordhausen | St. Bonifatius        |      | II/P    | 19       | Neubau, 1996 zerstört durch Kirchenbrand |
| 1719 | Rohda           | St. Simon und Judas   |      | I/P     | 8        | Neubau, zurzeit demontiert und eingelagert                                                                                                  |
| 1721 | Kerspleben      | Heilig Geist          |      | II/P    | 26       | Neubau, 1865 romantische Umdisponierung durch August Witzmann und 1970 neobarocke Umdisponierung durch Friedrich Löbling                    |
| 1721 | Kleinrettbach   | St. Severi            |      | I/P     | 9        | Neubau |
| 1721 | Linderbach      | Unserer lieben Frauen |      | II/P    | 14       | Neubau |
| 1721 | Urbich          | St. Ulrici            |      | I/P     | 10       | Neubau |
| 1721 | Waltersleben    | St. Nikolai           |      | II/P    | 14       | Neubau, 1900 romantische Umdisponierung durch Albin Hickmann                                                                                |
| 1722 | Töttleben       | St. Anna              |      | II/P    | 14       | Neubau, 1993 Restaurierung durch Hey Orgelbau                                                                                               |
| 1723 | Walschleben     | St. Crucius           |      | II/P    | 22       | Neubau |
| 1724 | Erfurt          | Allerheiligenkirche   |      | II/P    | 14       | Neubau |
| 1724 | Wandersleben    | St. Petri             |      | II/P    | 23       | Neubau, 1999 Restaurierung durch Orgelbau Waltershausen                                                                                     |
| 1725 | Klettbach       | St. Trinitatis        |      | II/P    | 16       | Neubau, 1993 Restaurierung durch Hey Orgelbau                                                                                               |
| 1725 | Schellroda      | St. Georg             |      | I/P     | 11       | Neubau, zurzeit eingelagert |
| 1727 | Alach           | St. Ulrich            |      | II/P    | 30       | Neubau |
| 1728 | Herbsleben      | St. Trinitatis        |      | II/P    | 32       | Neubau |
| 1731 | Niedernissa     | Zur Himmelspforte     |      | II/P    | 20       | Neubau |
| 1734 | Niederzimmern   |                       |      | II/P    |          | Neubau |
| 1735 | Erfurt          | Hospitalkirche        |      | II/P    | 24       | Neubau |
| 1742 | Neuroda         | St. Mauritius         |      | II/P    | 20       | Neubau |
| 1742 | Nottleben       | St. Peter und Paul    |      | II/P    |          | Neubau |
| 1743 | Andisleben      | St. Peter und Paul    |      | II/P    | 20       | Neubau, 1747 Erweiterung auf 23 Register, 1850 Umdisponierung durch Johann Michael Hesse, 1996 Restaurierung durch Rösel & Hercher Orgelbau |
| 1746 | Stedten         |                       |      | I/P     | 6        | Neubau |